# Triaenodes plutonis
Triaenodes plutonis är en nattsländeart som först beskrevs av Banks 1931.  Triaenodes plutonis ingår i släktet Triaenodes och familjen långhornssländor. Inga underarter finns listade i Catalogue of Life.